# Audience (juridiction)

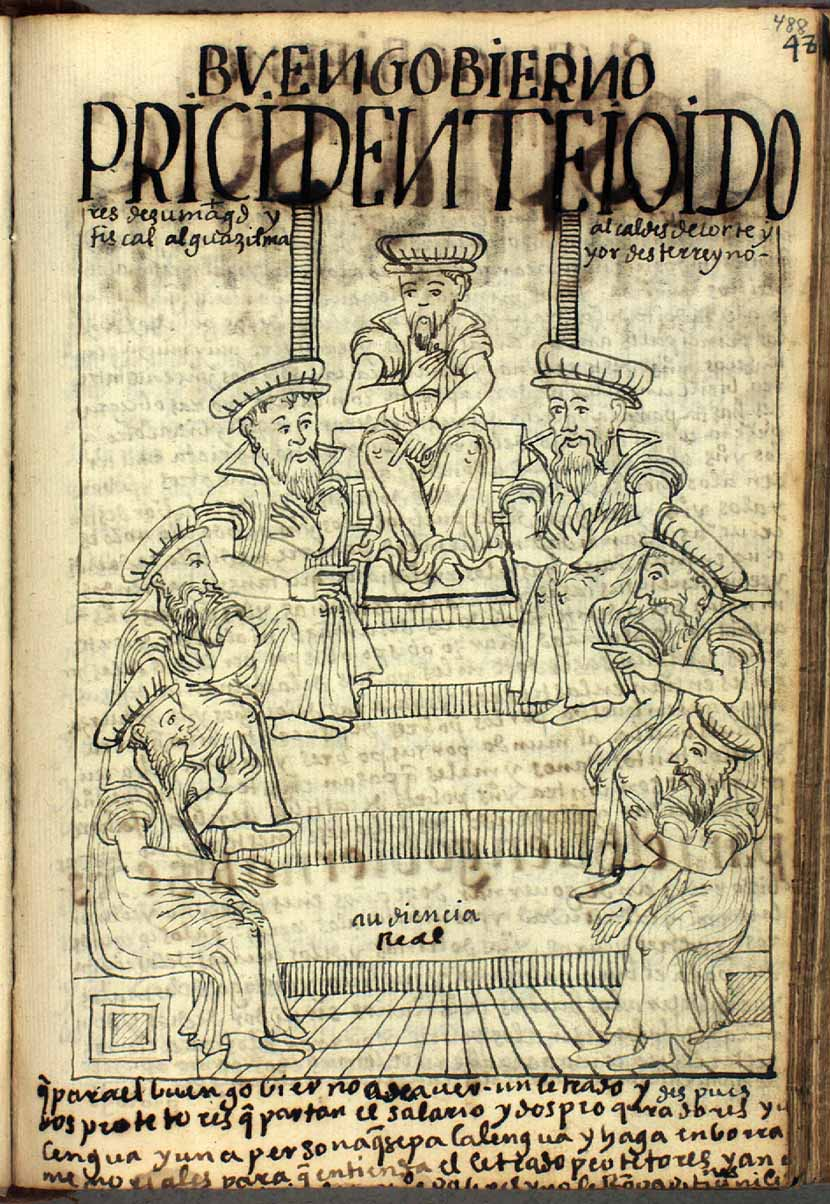
Membres de l'Audiencia de Lima.

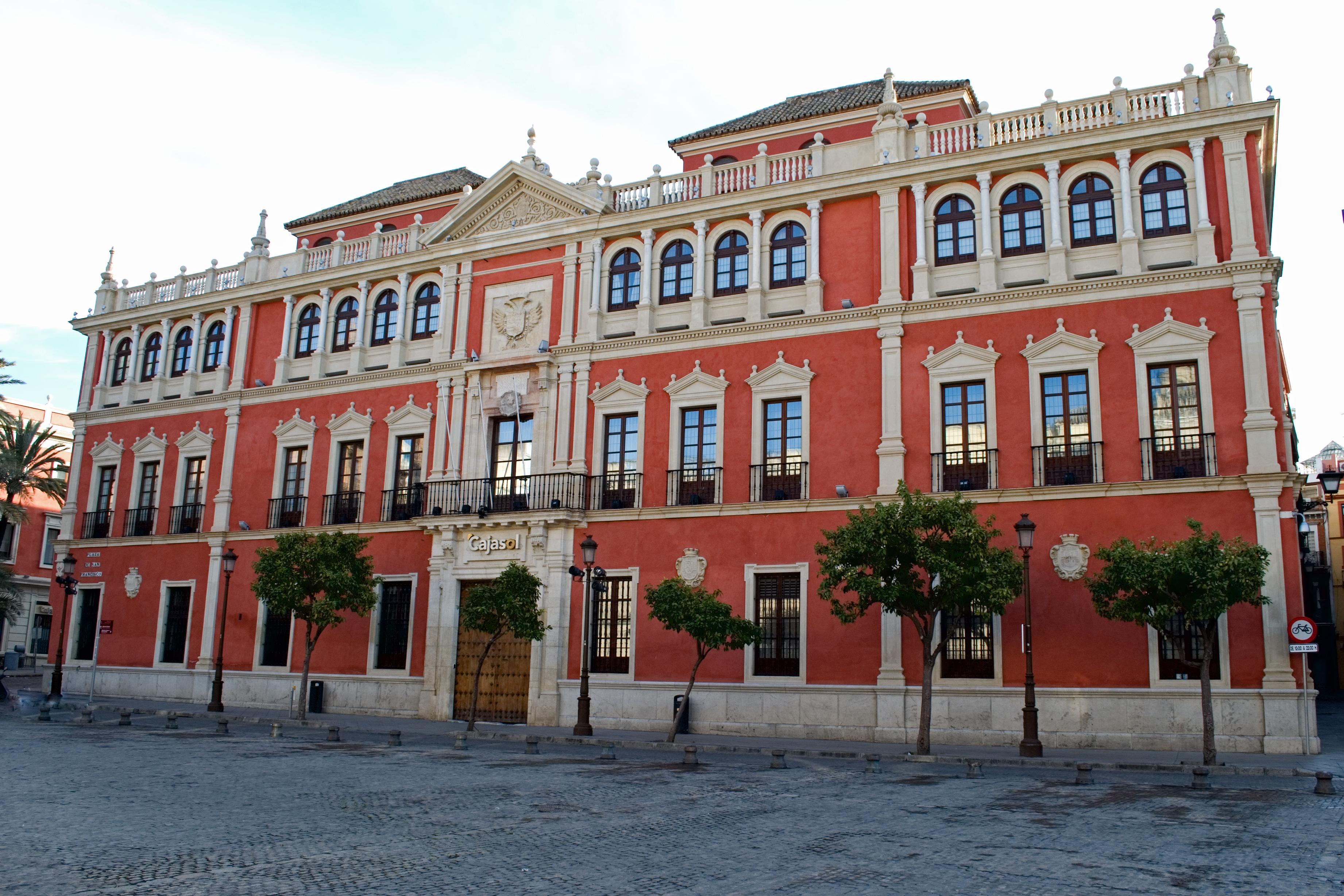
Bâtiment de l'ancienne audience royale de Séville.

 (mai 2021).
Si vous disposez d'ouvrages ou d'articles de référence ou si vous connaissez des sites web de qualité traitant du thème abordé ici, merci de compléter l'article en donnant les références utiles à sa vérifiabilité et en les liant à la section « Notes et références ».
Cet article possède un paronyme, voir Audencia.
Ne doit pas être confondu avec Audience (droit).
L'audience royale (en espagnol Real Audiencia y Chancillería, souvent simplifié en Audiencia) ou chancellerie royale (Chancillería) était une cour de justice de seconde instance créée en Castille par le roi Henri II en 1369. Le terme « audience » désignait également le ressort géographique de chacune de ces cours.

## Création
La première audience est établie à Valladolid en 1371. En 1494, Isabelle Ire de Castille crée une seconde audience à Ciudad Real. En 1505, cette dernière est transférée à Grenade. Celle de Valladolid assure alors la justice au nord du Tage et celle de Grenade au sud du fleuve.
Sur leur modèle, Charles Quint installe en 1528 une audience d'Aragon à Saragosse. Son fils Philippe II crée de nouvelles audiences en Espagne et dans les colonies du royaume.
En 1511, la première audience est créée en Amérique, à Saint-Domingue. Sous Charles Quint et Philippe II, de nouvelles audience sont fondées en Amérique et aux Philippines : Mexico en 1527, Panama en 1537, Lima en 1543, Santa Fe de Bogota en 1549, Charcas (Bolivie) en 1559, Quito (Équateur) et Concepción (Chili) en 1563, Manille en 1583. En 1609, celle de Santiago du Chili fut créée tandis que celle de Buenos Aires date de 1661. Les dernières sont celle de Caracas en 1786 et de Cuzco et 1787.

## Composition
Les audiences étaient dirigées par un président : le vice-roi ou le gouverneur de la région, trois ou quatre oidores (juges), appelés alcades del crimen lorsqu'ils étaient spécialisés dans les affaires criminelles, un procureur et différents employés subalternes appelés alguaciles. Au XVIIIe siècle, un régent fut nommé dans chaque audience, avec pour mission de gérer la trésorerie.

## Fonction
Les audiences étaient assez proches des parlements français. Elles administraient la justice du monarque dans les affaires portées en appel. Elles jouèrent également un rôle important dans l'administration et la police, notamment en Amérique.
- Elles jugeaient les civils et les criminels (pas les religieux, soldats et marchands).
- Elles dépendaient du Conseil des Indes pour les affaires de plus de 6 000 pesos d'or.
- Elles avaient recours à la force, c’est-à-dire qu'elles pouvaient casser les jugements de juges ecclésiastiques en cas d'incompétence avérée de ces derniers.
- Elles pouvaient s'entendre entre elles afin de modifier des lois.

En cas de vacance du gouverneur ou du vice-roi, elles assumaient le pouvoir. Les oidores les plus anciens héritaient généralement du poste. Les audiences pouvaient représenter le vice-roi au Conseil des Indes. Elles régissaient également le contrôle des indiens dans les réductions.
Au Pérou, les audiences étaient considérées selon une hiérarchie très stricte. Il y avait, d'abord, l'audience dite « vice-royale », à Lima, présidée par le vice-roi, la plus prestigieuse. Venaient ensuite les autres audiences, subordonnées au vice-roi quant au gouvernement et aux finances, mais qui jouissaient d'une totale autonomie en matière judiciaire.